# Los sorias
Los Sorias es una novela del escritor argentino Alberto Laiseca, publicada en 1998. Es la novela más larga del autor, y ha sido considerada por la crítica, lectores y el propio Laiseca como su obra cumbre.

## Historia
Novela monumental, de casi 1400 páginas, Laiseca la definió como la obra de su vida: tras desechar tres versiones anteriores, tardó diez años en escribirla y casi el doble en poder publicarla, tiempo durante el cual circuló en forma de manuscrito. Ya entonces recibió el respaldo de César Aira, Rodolfo Fogwill y Ricardo Piglia, sus principales difusores en el ambiente literario. Tras un intento por editarla en España, que no se concretó por la quiebra de la editorial, la primera edición corrió a cargo de la editorial independiente Simurg, y constó de 350 ejemplares de tapa dura, numerados y firmados por el autor. La obra fue prologada por Piglia (quien la calificó como «la mejor novela que se ha escrito en la Argentina desde Los siete locos») y llevó un diseño de portada de Guillermo Kuitca. Fue reeditada en 2004 por la editorial Gárgola, en una tirada de 1500 ejemplares de tapa dura, y en 2014 nuevamente por Simurg.

## Argumento
Suma de todas las obsesiones recurrentes del autor, Los sorias narra una guerra entre tres dictaduras: Soria, Tecnocracia y Unión Soviética. El protagonista, Personaje Iseka, vive en una pensión en el límite entre Soria y Tecnocracia, gobernadas por el Soriator y el Monitor respectivamente. En Soria, todos se apellidan Soria; mientras que en Tecnocracia todos se apellidan Iseka. A partir del enfrentamiento entre Iseka y dos hermanos Soria con los que comparte habitación, se despliega un universo distópico en el que estos tres países se enfrentan entre sí mediante todo tipo de armas y se discurre sobre los más disímiles temas:  política, religión, guerra, historia, sexo, astrología, magia, ciencia y tecnología, etc.

## Recepción
Los sorias fue considerada ya por sus primeros lectores como una obra maestra, que además, funciona como epicentro del universo literario de Laiseca, ya que en obras anteriores y posteriores reaparecen personajes o lugares presentes en la novela. El mismo autor la consideraba su mejor novela, llegando a declarar que cuando la terminó supo que no escribiría nada igual.

Había pasado cerca de ciento cincuenta horas leyéndolo, odiando a Laiseca en las jornadas durante las que su trabajo apunta a horadar minuciosamente la paciencia del lector, adorándolo cada vez que su imagen se me representaba como parte de algo sublime inalcanzable y amándolo al cabo de cada capítulo interminable, cuando volvía a la convicción de que su empeño en torturarme perseguía el goce de producir un cambio en mí, convenciéndome, al mismo tiempo, de que yo lo merecía.
Fogwill

Por su estilo, Laiseca zafa de las convenciones de la "alta" cultura (es decir, del falso arte) y se conecta con los modos y las formas y las jergas del folletín y de la cultura de masas. Con su mitología de la magia negra y de la paranoia técnica, con sus resonancias wagnerianas y sus creencias ocultas, Los Sorias es un gran libro iniciático, un gran libro sobre la fascinación del conocimiento y los estados de la conciencia.
Piglia